# Городнянская городская община
Городнянская городская общи́на (укр. Городнянська міська громада) — территориальная община в Черниговском районе Черниговской области Украины. Административный центр — город Городня.
Население — 21 388 человек. Площадь — 1 186,93 км².
Количество учреждений, оказывающих первичную медицинскую помощь — 33.

## История
Городнянская городская община была создана 4 сентября 2017 года путём объединения Городнянского городского совета, Бутовского, Гнездищенского, Дроздовицкого, Конотопского, Кузничевского, Моложавского, Мощенского, Пекуровского, Полесского, Сеньковского, Смычинского, Солоновского, Хотивлянского, Хриповского сельских советов Городнянского района — 75,8% территории и около 80% населения Городнянского района.
18 октября 2019 года к городской общине присоединилась территория Владимировского сельсовета Городнянского района.
12 июня 2020 года были присоединены территории Андреевского, Ваганичского, Деревинского, Ильмовского, Лемешевского, Переписского, Хоробичского  сельских советов Городнянского района (1923-2020).
17 июля 2020 года община вошла в состав нового Черниговского района.

## География
Расположена на крайнем севере Черниговского района. Община включает 75,8% территории и около 80% населения упразднённого Городнянского района. Остальная часть бывшего района отошла к Тупической и Седневской общинам. Община граничит с Добрянской, Репкинской, Типичевской, Седневской, Сновской общинами, Белоруссией. Реки: Смяч, Чибриж, Снов.

## Населённые пункты
- город Городня
- Автуничи
- Алешинское
- Андреевка
- Барабановское
- Бериловка
- Ближнее
- Будище
- Бутовка
- Ваганичи
- Владимировка
- Вокзал-Городня
- Гасичевка
- Гнездище
- Горошковка
- День-Добрый
- Деревины
- Дибровное
- Дроздовица
- Дыхановка
- Залесье
- Здряговка
- Ильмовка
- Карповка
- Картовецкое
- Конотоп
- Кузничи
- Кусеи
- Лемешовка
- Лютеж
- Мальча
- Минаевщина
- Моложава
- Мосты
- Мощенка
- Невкля
- Павло-Ивановское
- Пекуровка
- Перепись
- Перерост
- Пивневщина
- Полесье
- Политрудня
- Свитанок
- Сеньковка
- Слобода
- Смычин
- Солоновка
- Староселье
- Столповка
- Студенец
- Сутоки
- Травневое
- Хоробичи
- Хотивля
- Хриповка
- Черецкое
- посёлок Вершины
- посёлок Зелёное
- посёлок Рубеж
- посёлок Ясеновка